# Jean-François Carpentier
Pour les articles homonymes, voir Carpentier.
Jean-François Carpentier, né le 10 avril 1967, est un chercheur français qui exerce à l'Institut des sciences chimiques de Rennes. Il est membre junior de l'Institut universitaire de France de 2005 à 2010.

## Récompenses et distinctions
- Médaille de bronze du CNRS (1997)[3]
- Médaille d'argent du CNRS (2014)[4]
- Prix Lequeux de l’Académie des sciences (2014)[3]